# Brawn GP
Brawn GP Formula One Team, de handelsnaam van Brawn GP Limited, was een Brits Formule 1-team dat actief was in 2009. Het team werd opgericht op 6 maart 2009 nadat werd bevestigd dat Ross Brawn, de ex-teambaas van het Honda Racing F1 Team, het team had gekocht van Honda. Het team maakte zijn debuut op de Grand Prix van Australië op 29 maart 2009.
Op 16 november 2009 wordt bekend dat Mercedes-Benz de meerderheid van de aandelen overneemt van het Brawn team. Hiermee kwam een einde aan Brawn GP en ontstond Mercedes Grand Prix.
Dit betekent dan ook dat Brawn GP het eerste debuterend team in de geschiedenis geworden is dat alle kampioenschappen gewonnen heeft waar het aan meedeed. Bovendien werd een indrukwekkende deelname / race overwinningsverhouding gehaald van 47,05% (8 van de 17 deelnames).

## Seizoen 2009
Het team maakte gebruik van Mercedes-Benz FO108W motoren. In de debuutrace van Brawn GP op Melbourne pakte coureur Jenson Button gelijk de pole-position. Rubens Barrichello legde beslag op de tweede plek. Ook in de race finishten Button en Barrichello op plaats 1 en 2. Vervolgens bleven de Brawn-rijders het hele seizoen meestrijden voor de overwinningen.
Uiteindelijk kroonde Jenson Button zich tot wereldkampioen Formule 1 in 2009, werd Rubens Barrichello derde en werd Brawn GP kampioen bij de constructeurs.

## Resultaten
| Kleur  | Resultaat                              |
| ------ | -------------------------------------- |
| Goud   | Winnaar                                |
| Zilver | Tweede plaats                          |
| Brons  | Derde plaats                           |
| Groen  | Gefinisht (punten behaald)             |
| Blauw  | Gefinisht (geen punten behaald)        |
| Blauw  | Niet geklasseerd (NC)                  |
| Paars  | Uitgevallen (DNF)                      |
| Rood   | Niet gekwalificeerd (DNQ)              |
| Zwart  | Gediskwalificeerd (DSQ)                |
| Wit    | Niet gestart (DNS)                     |
| Blanco | Gewond (INJ)                           |
| Blanco | Uitgesloten (EX)                       |
| Blanco | Teruggetrokken (WD) / Niet deelgenomen |
| P      | Poleposition                           |
| S      | Snelste ronde                          |

| Jaar | Chassis       | Motor                 | Banden | Coureurs           | 1   | 2     | 3   | 4   | 5   | 6   | 7   | 8   | 9   | 10  | 11  | 12  | 13  | 14  | 15  | 16  | 17  | Punten | WK-plaats |
| ---- | ------------- | --------------------- | ------ | ------------------ | --- | ----- | --- | --- | --- | --- | --- | --- | --- | --- | --- | --- | --- | --- | --- | --- | --- | ------ | --------- |
| 2009 | Brawn BGP 001 | Mercedes-Benz FO 108W | B      |                    | AUS | MAL   | CHN | BHR | SPA | MON | TUR | GBR | DUI | HON | EUR | BEL | ITA | SIN | JPN | BRA | ABU | 172    | Goud      |
| 2009 | Brawn BGP 001 | Mercedes-Benz FO 108W | B      | Jenson Button      | 1P  | 1†PS0 | 3   | 1   | 1P  | 1P  | 1S  | 6   | 5   | 7   | 7   | DNF | 2   | 5   | 8   | 5   | 3   | 172    | Goud      |
| 2009 | Brawn BGP 001 | Mercedes-Benz FO 108W | B      | Rubens Barrichello | 2   | 5†    | 4S  | 5   | 2S  | 2   | DNF | 3   | 6   | 10  | 1   | 7   | 1   | 6   | 7   | 8P  | 4   | 172    | Goud      |

† Halve punten werden toegekend tijdens de GP van Maleisië omdat er minder dan 75% van de wedstrijd was afgelegd door hevige regenval.
1950 · 1951 · 1952 · 1953 · 1954 · 1955 · 1956 · 1957 · 1958 · 1959 · 1960 · 1961 · 1962 · 1963 · 1964 · 1965 · 1966 · 1967 · 1968 · 1969 · 1970 · 1971 · 1972 · 1973 · 1974 · 1975 · 1976 · 1977 · 1978 · 1979 · 1980 · 1981 · 1982 · 1983 · 1984 · 1985 · 1986 · 1987 · 1988 · 1989 · 1990 · 1991 · 1992 · 1993 · 1994 · 1995 · 1996 · 1997 · 1998 · 1999 · 2000 · 2001 · 2002 · 2003 · 2004 · 2005 · 2006 · 2007 · 2008 · 2009 · 2010 · 2011 · 2012 · 2013 · 2014 · 2015 · 2016 · 2017 · 2018 · 2019 · 2020 · 2021 · 2022 · 2023 · 2024 · 2025 · 2026 
 Lijst van Formule 1 Grand Prix-wedstrijden